# Сант Антонио (Падуа)
Базилика „Сант Антонио“ (на италиански: Basilica di Sant'Antonio da Padova, бълг. Базилика „Свети Антоний“ в Падуа) е католически храм в италианския град Падуа. Той е най-важният религиозен и художествен център в града. Базиликата носи името на чудотвореца Свети Антоний Падуански, чийто мощи се съхраняват в нея. Тя е и едно от най-посещаваните в света Свети места.
Църквата е построена между 1232 г. и средата на 14 век в романско-готически стил. През 19 век е реставрирана и са отстранени бароковите елементи.

## Мощи на Антоний Падуански
Тялото на починалия на 13 юни 1231 година брат Антоний е погребано в малката църква „Санта Мария Матер Домини“. След канонизирането му на 30 май 1232 г. от папа Григорий IX францисканските монаси решават да построят до твърде тясната църква „Санта Мария Матер Домини“ нова църква. Така през 1232 г. започва строителството на базиликата Сант Антонио. То продължава 80 години, като работата е забавена от сложните политически условия и оскъдното финансиране. Нов тласък в строителството дава папа Александър IV, който издава специална индулгенция на всеки помогнал за завършването на базиликата. Папската индулгенция дейста в продължение на 6 години и на 8 април 1263 г. ковчегът на Свети Антоний е преместен под третия купол на новата църква.